# دوبرودزین
دوبرودزین (به لاتین: Dobrodzień) یک شهر و گمینا در لهستان است که در گمینا دوبروجنگ واقع شده‌است. دوبرودزین ۱۹٫۴۶ کیلومتر مربع مساحت و ۴٬۱۶۸ نفر جمعیت دارد.